# Муромское (Крым)

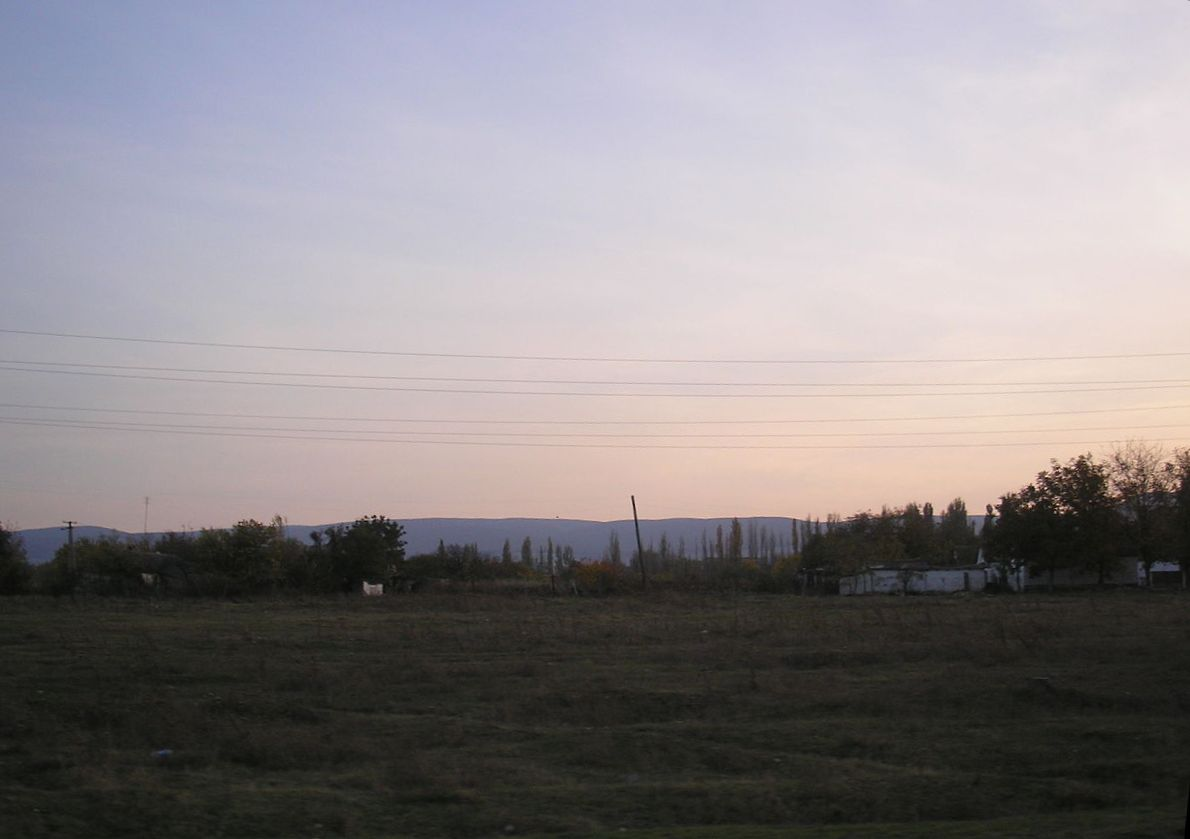

Му́ромское (до 1948 года Ма́лый Бурунду́к; укр. Муромське, крымскотат. Küçük Burundıq, Кучюк Бурундыкъ) — село в Белогорском районе Республики Крым, центр Муромского сельского поселения (согласно административно-территориальному делению Украины — Муромского сельсовета Автономной Республики Крым).

## Население
| 2001 | 2014 |
| ---- | ---- |
| 910  | ↘755 |

Всеукраинская перепись 2001 года показала следующее распределение по носителям языка
| Язык             | Процент |
| ---------------- | ------- |
| русский          | 51.1    |
| крымскотатарский | 28.9    |
| украинский       | 18.02   |
| другие           | 0.66    |

### Динамика численности
| - 1864 год — 12 чел. - 1892 год — 0 чел. - 1902 год — 9 чел. - 1915 год — 92 чел. - 1926 год — 92 чел. - 1939 год — 138 чел. | - 1974 год — 890 чел. - 1989 год — 824 чел. - 2001 год — 910 чел. - 2009 год — 850 чел. - 2014 год — 755 чел. |

## Современное состояние
На 2017 год в Муромском числится 8 улиц; на 2009 год, по данным сельсовета, село занимало площадь 123,3 гектара на которой, в 265 дворах, проживало 850 человек. В селе действуют средняя общеобразовательная школа, детский сад «Солнышко», сельский Дом культуры, библиотека-филиал № 12, фельдшерско-акушерский пункт, отделение Почты России, мечеть «Кучюк Бурундык джамиси». Муромское связано автобусным сообщением с райцентром и соседними населёнными пунктами.

## География
Муромское находится на северо-востоке района, в северных отрогах Внутренней гряды Крымских гор, на северном склоне массива Кубалач, в верховье реки Восточный Булганак. Село расположено на границе с Кировским районом, высота над уровнем моря — 209 м. Соседние сёла: Добролюбовка Кировского района в 1 км восточнее, Кривцово — 1,5 километра на юг и Сенное — в 2,5 на юго-запад.
Расстояние до райцентра — около 24 километров (по шоссе), расстояние до станции Кировская (на линии Джанкой — Феодосия) — примерно 37 километров. Транспортное сообщение осуществляется по региональной автодороге 35Н-113 Белогорск — Льговское (по украинской классификации — С-0-10337).

## История
Предшественником Муромского можно считать почтовую станцию Бурундукская на большой дороге из Карасубазара в Феодосию, впервые упомянутую в труде Петра Палласа «Наблюдения, сделанные во время путешествия по южным наместничествам Русского государства в 1793—1794 годах.»
…станция Бурундук, в двадцати пяти верстах от
Карасубазара, на почтовой дороге, ведущей в Кафу и Керчь, лежащая на берегу ручья Булганак, впадающем вместе с ручьем Арчил в Сиваш
 Станция отмечачась на картах 1817, 1842, 1865 и 1890 годов. В «Списке населённых мест Таврической губернии по сведениям 1864 года», составленном по результатам VIII ревизии 1864 года, Бурундук — почтовая станция с 1 двором и 12 жителями при фонтане. После земской реформы 1890-х годов селение числилось в составе Цюрихтальской волости. В «…Памятной книжке Таврической губернии на 1892 год» в списке экономий и разорённых деревень, жители коих живут в разных местах числится станция Бурундук. По «…Памятной книжке Таврической губернии на 1902 год» на станции числилось 9 жителей в 1 домохозяйстве. Как самостоятельное село, в доступных источниках впервые упоминается в Статистическом справочнике Таврической губернии. Ч.II-я. Статистический очерк, выпуск пятый Феодосийский уезд, 1915 год, согласно которому в деревне Бурундук Малый Цюрихтальской волости Феодосийского уезда числилось 12 дворов (все дворы с землёй) с русским населением в количестве 92 человек приписных жителей, из которых 54 мужчины и 38 женщин. Жители владели 176 десятинами удобной земли. В хозяйствах имелось 25 лошадей, 8 волов, 10 коров и 10 голов овец, свиней, или коз.
После установления в Крыму Советской власти, по постановлению Крымревкома от 8 января 1921 года была упразднена волостная система и село вошло в состав вновь созданного Карасубазарского района Симферопольского уезда, а в 1922 году уезды получили название округов. 11 октября 1923 года, согласно постановлению ВЦИК, в административное деление Крымской АССР были внесены изменения, в результате которых округа ликвидировались, Карасубазарский район стал самостоятельной административной единицей и село включили в его состав. Согласно Списку населённых пунктов Крымской АССР по Всесоюзной переписи 17 декабря 1926 года, в селе Бурундук Малый, в составе Тана-Гельдинского сельсовета Карасубазарского района, числилось 23 двора, все крестьянские, население составляло 92 человека, из них 77 болгар, 6 русских и 9 украинцев. В 1929 году образован колхоз «Гигант», включавший все сёла сельсовета, из которого в том же году (в Малом Бурундуке) выделен колхоз «Борьба за урожай». По данным всесоюзной переписи населения 1939 года в селе проживало 138 человек.
В 1944 году, после освобождения Крыма от фашистов, согласно Постановлению ГКО № 5984сс от 2 июня 1944 года крымские болгары были депортированы в Среднюю Азию. 12 августа 1944 года было принято постановление № ГОКО-6372с «О переселении колхозников в районы Крыма», в исполнение которого в район завезли переселенцев: 6000 человек из Тамбовской и 2100 — Курской областей, в том числе и в Малый Бурундук. Указом Президиума Верховного Совета РСФСР от 18 мая 1948 года, Малый Бурундук переименовали в Муромское. В 1952 году мелкие хозяйства были объединены в колхоз им. М. И. Калинина (в 2000 году реформированное в ООО имени Калинина) с центральной усадьбой в Муромском. 26 апреля 1954 года Крымская область была передана из состава РСФСР в состав УССР. Время упразднения Сенновского сельсовета и переподчинения села Хлебновскому пока не установлено: на 15 июня 1960 года село уже числилось в его составе, как и образования Муромского — известно, что на 1968 год он уже существовал, в том же году в селе была построена школа. На 1974 год в Муромском числилось 890 жителей. По данным переписи 1989 года в селе проживало 824 человека. С 12 февраля 1991 года село в восстановленной Крымской АССР, 26 февраля 1992 года переименованной в Автономную Республику Крым. С 21 марта 2014 года Муромское в составе Республики Крым России.